# Direção Regional de Cultura do Norte
A Direção Regional de Cultura do Norte (DRCN) foi um organismo desconcentrado do Ministério da Cultura de Portugal, criado pelo Decreto-Lei n.º 215/2006 de 27 de Outubro. A sua missão e atribuições estão consignadas no Decreto Regulamentar n.º 114/2012, de 25 de Maio.
A sua estrutura nuclear, criada pela Portaria n.º 227/2012 de 30 de Agosto é composta por uma única unidade orgânica designada por Direção de Serviços de Bens Culturais e por sete unidades orgânicas flexíveis.
O Despacho 24971/2007, de 18 de outubro, criou as unidades orgânicas flexíveis designadas Divisão de Promoção e Dinamização Cultural e Divisão de Gestão e Planeamento e o Despacho 7827/2010, de 30 de abril, reorganizou a Divisão de Gestão e Planeamento, que passou a denominar-se Divisão de Gestão Financeira e de Recursos Humanos.
As restantes cinco unidades orgânicas flexíveis são compostas pelos serviços dependentes do Museu do Abade de Baçal; Museu dos Biscainhos e Museu D. Diogo de Sousa; Museu da Terra de Miranda; Museu de Alberto Sampaio e Paço dos Duques de Bragança e Museu de Lamego. A área de atuação circunscreve-se à região norte.
A Direção Regional de Cultura do Norte teve por missão, na respetiva circunscrição territorial e em articulação com os organismos centrais do Ministério da Cultura, a criação de condições de acesso aos bens culturais, o acompanhamento das atividades e a fiscalização das estruturas de produção artística financiadas pelo Ministério da Cultura, o acompanhamento das ações relativas à salvaguarda, valorização e divulgação do património arquitetónico e arqueológico e, ainda, o apoio a museus.
A 31 de dezembro de 2023 a Direção Regional de Cultura do Norte foi extinta desdobrando-se em três novas entidades: Património Cultural, I.P., Museus e Monumentos de Portugal, E.P.E e Comissão de Coordenação e Desenvolvimento da Região Norte.

## Áreas de Intervenção
Em conformidade com a missão e atribuições legalmente definidas, a Direção Regional de Cultura do Norte intervém em três grandes áreas:
- 1 - Património cultural
- 2 - Museus
- 3 - Produção artística

A amplitude de competências e o conhecimento profundo da região, conferem à Direção Regional de Cultura do Norte uma visão integrada do setor cultural. Assim, embora respeitando as especificidades de cada área de intervenção, é promovida a articulação entre património cultural, museus e produção artística, de forma a potenciar os recursos disponíveis e criar relações mutuamente enriquecedoras.
1 - Património Cultural
Nos termos da Lei de Bases do Património Cultural, o património cultural é constituído por todos os bens que, sendo testemunhos com valor de civilização ou de cultura portadores de interesse cultural relevante, devam ser objeto de especial proteção e valorização.
O conhecimento, estudo, proteção, valorização e divulgação do património cultural constituem um dever do Estado, que assim assegura a transmissão de uma herança nacional, cuja continuidade e enriquecimento unirá as gerações num percurso civilizacional singular.
A legislação divide o universo do património cultural em três grandes grupos: património imaterial, património móvel e património imóvel.
2 - Museus
Em conformidade com as atribuições legalmente definidas, a Direção Regional de Cultura do Norte deve assegurar a gestão das instituições museológicas que lhe forem afetas e dar apoio técnico a museus integrados na Rede Portuguesa de Museus. 
A Direção Regional de Cultura do Norte tem sob a sua tutela os seguintes museus:
- Museu do Abade Baçal, Bragança
- Museu de Alberto Sampaio, Guimarães
- Museu de Arqueologia Dom Diogo de Sousa, Braga
- Museu dos Biscainhos, Braga
- Museu de Lamego, Lamego
- Museu da Terra de Miranda, Miranda do Douro
- Paço dos Duques de Bragança, Guimarães

A Direção Regional de Cultura do Norte entende como missão para os seus museus, a criação de condições de acesso para todos os públicos, numa ótica de incremento da sensibilidade, do gosto e da capacidade crítica, sabendo que as coleções recolhem experiências e significados humanos diversificados e enriquecedores. 
Fez também parte da nossa missão, promover a investigação das coleções e o conhecimento que delas deriva, criando materiais interpretativos ricos, que possibilitem o desenvolvimento de atividades culturais, educativas e lúdicas, enquanto instrumentos para o desenvolvimento integral do Homem. 
3- Produção Artística
No âmbito da sua missão, a Direção Regional de Cultura do Norte apoiou as iniciativas culturais, locais, regionais ou nacionais, essencialmente de carácter não profissional que, pela sua natureza, correspondam a necessidades ou aptidões específicas da região.
Acresce a esta função e com ela intimamente ligada, a dinamização e divulgação dos bens imóveis à sua guarda, procurando uma plena fruição destes.
Finalmente e neste domínio ainda, a Direção Regional de Cultura do Norte procurou ter iniciativas concretas, no seu plano de atividades, que fomentem a atividade cultural, nas suas mais diversas expressões, estabelecendo parcerias com agentes culturais regionais.

## Ligações Externas
- Site da Direção Regional de Cultura do Norte
- Página Facebook da Direção Regional de Cultura do Norte